# タイガームエタイ
タイガームエタイ（Tiger Muay Thai）は、タイ王国のプーケット県に拠点を置く総合格闘技、ムエタイジム。

## 概要
プーケット県のダラサムス・カトリック・スクールで英語教師をしていたアメリカ人のウィリアム・マクナマラが主宰していたムエタイジムが人気を博し、2003年に投資家の支援を受けて広大な敷地にムエタイジム「タイガームエタイ」として設立された。その後、総合格闘技のクラスが追加された。
2013年以降、優勝者が総合格闘技とムエタイの奨学金を受け取ることができるトライアウトを実施しており、歴代優勝者の中にはカイ・カラ＝フランス、ダン・フッカー、ケイシー・オニール、ロマ・ルックブーンミー、ジョージ・ヒックマン等がいる。
2015年、タイの実業家に買収され、ウィワット・サクルラットが代表取締役に就任した。
2013年にチエンマイのサンサーイに、2019年にチャロンに新たなジムを開設している。

## コーチングスタッフ
- フェット・カイマネー - ムエタイ
- アレックス・シルド - ブラジリアン柔術
- ラファエル・フィジエフ - 打撃
- エリック・ウレスク - 総合格闘技/レスリング

## 主な所属選手
- アレクサンダー・ヴォルカノフスキー（現UFC世界フェザー級王者）
- ヴァレンティーナ・シェフチェンコ（元UFC世界女子フライ級王者）
- ピョートル・ヤン（元UFC世界バンタム級王者）
- アナトリー・マリキン（ONE世界ヘビー級・ライトヘビー級王者）
- ファブリシオ・アンドラージ（ONE世界バンタム級王者）
- ビクター・コレスニック（元OFCフェザー級王者、元SBCフェザー級王者）
- イルホム・ノジモフ
- ダン・フッカー
- ラファエル・フィジエフ
- カイ・カラ＝フランス
- カリル・ラウントリー・ジュニア
- ブラッド・リデル
- ロジャー・ウエルタ
- 本田良介
- アレクセイ・クンチェンコ
- ティモフィ・ナシューヒン
- アニッサ・メクセン